# Incendie de Peshtigo
 (juin 2020).

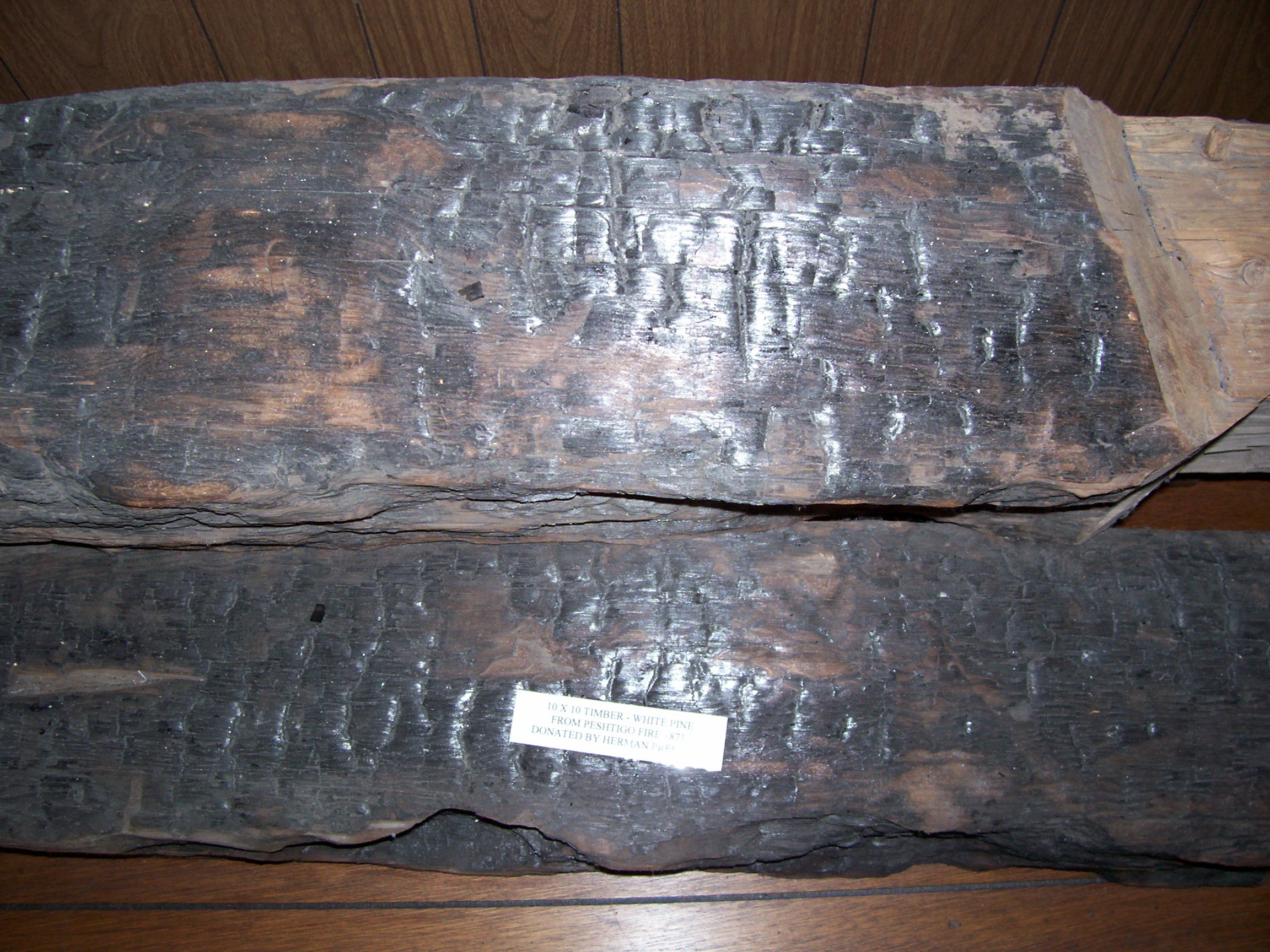
Deux morceaux de bois qui ont résisté à l'incendie.

L'incendie de Peshtigo est un très grand feu de forêt qui a eu lieu le 8 octobre 1871 dans le nord-est du Wisconsin, aux États-Unis, comprenant une grande partie de la moitié sud de la péninsule de Door et des parties adjacentes de la péninsule supérieure du Michigan. La plus grande communauté de la zone touchée était Peshtigo, dans le Wisconsin. Le feu a brûlé environ 1 200 000 acres (485 623 ha) et a été l'incendie de forêt le plus meurtrier de l'histoire, provoquant la mort d'environ 1 500 personnes, et peut-être même de 2 500.

## Tempête de feu

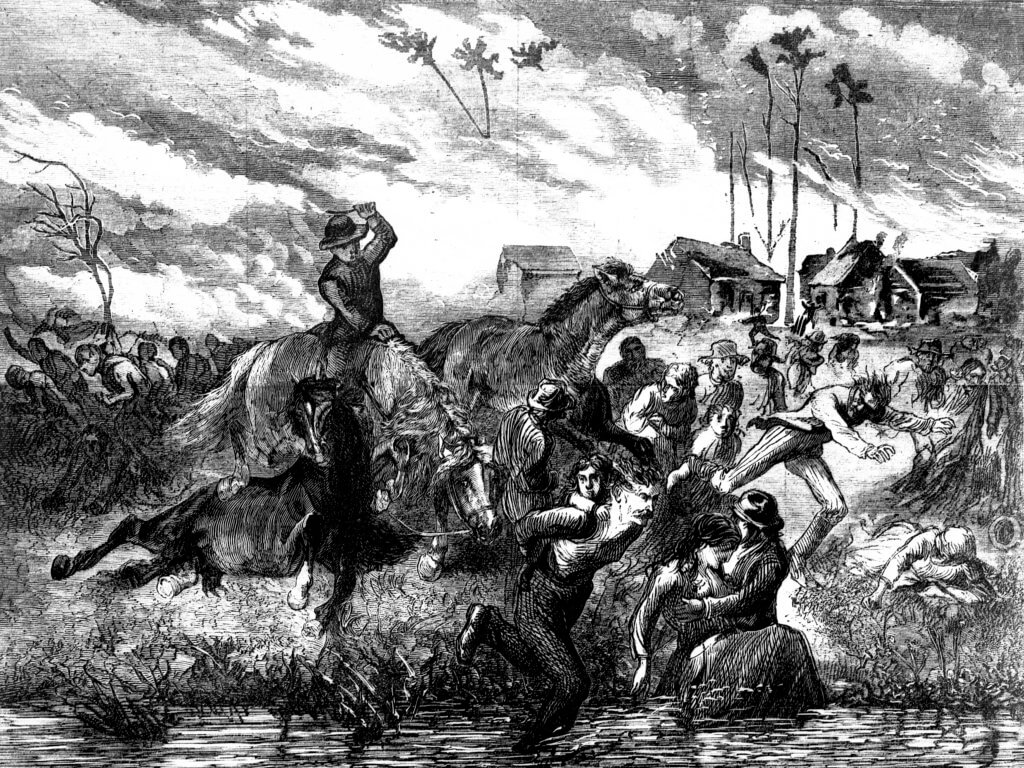
En route vers la rivière.

Le déclenchement de petits incendies était un moyen courant de défricher des terres forestières pour l'agriculture et la construction de chemins de fer. Le jour de l'incendie de Peshtigo, un front froid est arrivé de l'ouest, apportant des vents violents qui ont attisé les feux et les ont intensifiés dans des proportions gigantesques. Une tempête de feu s'ensuivit. Selon les termes de Gess et Lutz, dans une tempête de feu, « des flammes surchauffées d'au moins 2 000 °F (1 093 °C)… avancent avec des vents de 110 mi/h (177 km/h) ou plus. Le diamètre d'un tel feu varie de mille à dix mille pieds… Lorsqu'une tempête de feu éclate dans une forêt, il s'agit d'une explosion, d'une explosion nucléaire naturelle… »:101.

## La théorie d'une comète
Une spéculation, suggérée pour la première fois en 1883, était que la survenue de l'incendie de Peshtigo et du Grand incendie de Chicago le même jour n'était pas une simple coïncidence, mais que tous les incendies majeurs qui se sont produits dans l'Illinois, le Michigan et le Wisconsin ce jour-là ont été causés par l'impact de fragments de la comète de Biela. Cette théorie a été reprise dans un livre de 1985, étudiée dans un documentaire de 1997 et étudiée dans un article de 2004 à l'American Institute of Aeronautics and Astronautics. Les scientifiques spécialisés dans ce domaine affirment que les météorites ne peuvent pas allumer un feu, car elles sont froides au toucher lorsqu'elles atteignent la surface de la Terre, et qu'il n'y a jamais eu de rapport crédible indiquant qu'un incendie ait été déclenché par une météorite, où que ce soit,.

## Héritage

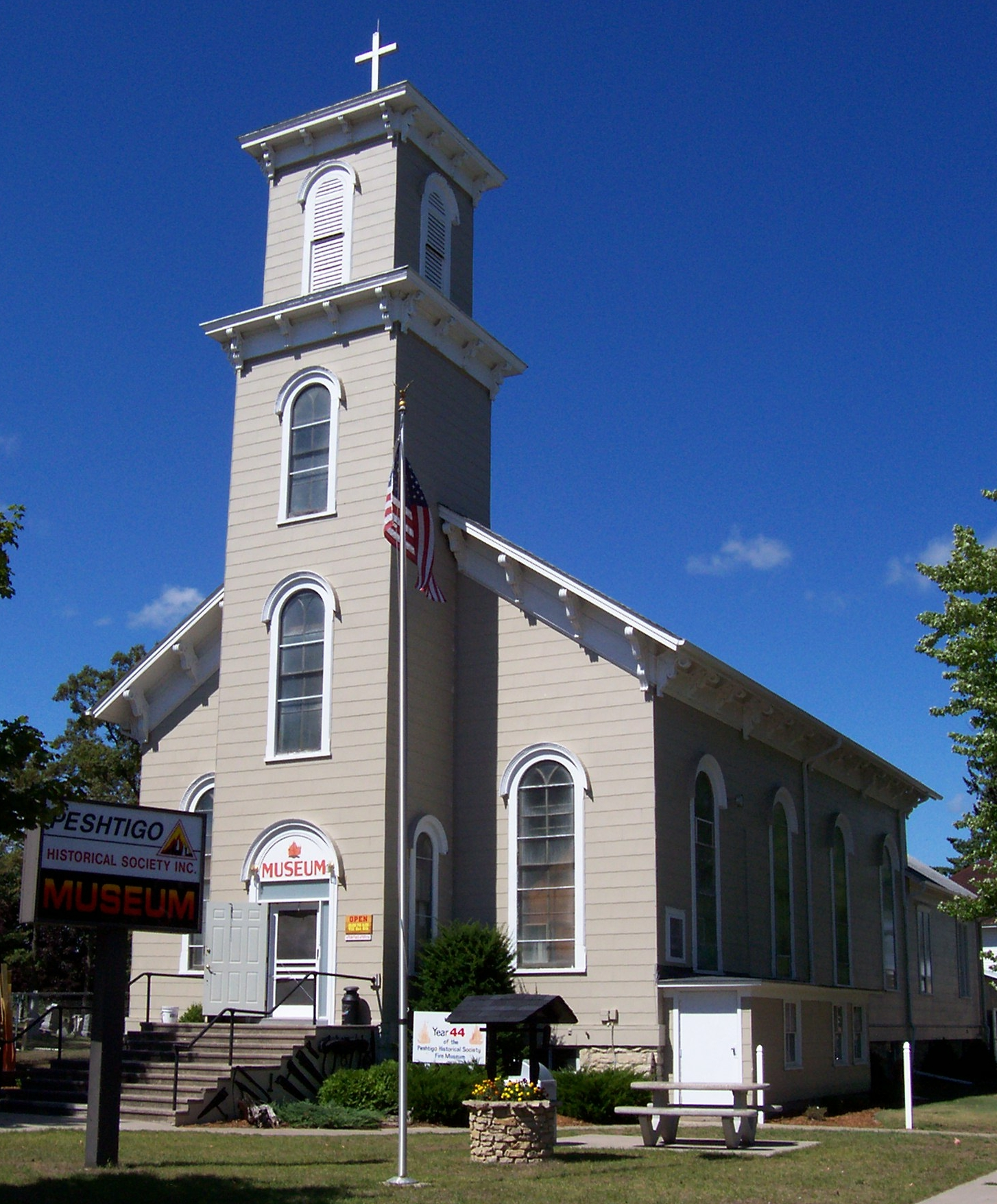
Musée de l'incendie de Peshtigo.

Le musée de l'incendie de Peshtigo, situé juste à l'ouest de la route 41, possède une petite collection d'artefacts provenant de l'incendie, des descriptions de l'événement et un cimetière dédié aux victimes de la tragédie. Un mémorial commémorant l'incendie a été inauguré le 8 octobre 2012 sur le pont qui enjambe la rivière Peshtigo.
La chapelle où Sœur Adèle Brise et d'autres se sont abrités du feu est devenue le sanctuaire national de Notre-Dame du Bon Secours. Le site est un sanctuaire marial, où les visiteurs peuvent faire des pèlerinages religieux.
La combinaison de vent, de topographie et de sources d'inflammation qui a créé la tempête de feu, représentant principalement les conditions aux limites des établissements humains et des zones naturelles, est connue sous le nom de « Paradigme du peshtigo ». Cette condition a été étudiée de près par les militaires américains et britanniques pendant la Seconde Guerre mondiale afin d'apprendre à recréer les conditions d'une tempête de feu pour les campagnes de bombardement des villes en Allemagne et au Japon.[réf. souhaitée] Le bombardement de Dresde et le bombardement encore plus sévère de Tokyo par des engins incendiaires ont entraîné un nombre de morts comparable à celui des bombardements atomiques de Hiroshima et de Nagasaki.